# St. Clair County, Missouri
St. Clair County är ett administrativt område i delstaten Missouri, USA. År 2010 hade countyt 9 805 invånare. Den administrativa huvudorten (county seat) är Osceola.

## Geografi
Enligt United States Census Bureau har countyt en total area på 1 818 km². 1 753 km² av den arean är land och 65 km² är vatten.

### Angränsande countyn
- Henry County - norr
- Benton County - nordost
- Hickory County - öst
- Polk County - sydost
- Cedar County - söder
- Vernon County - sydväst
- Bates County - nordväst

### Orter
- Osceola (huvudort)